# Tabriz Petrochemical Team/Saison 2015
Dieser Artikel listet Erfolge und Fahrer des Radsportteams Tabriz Petrochemical in der Saison 2015 auf.

## Erfolge in der UCI Asia Tour
| Datum             | Rennen                                  | Kat. | Sieger              |
| ----------------- | --------------------------------------- | ---- | ------------------- |
| 4. Februar        | 4. Etappe Le Tour de Filipinas          | 2.2  | Mirsamad Pourseyedi |
| 25. März          | 4. Etappe Tour de Taiwan                | 2.1  | Mirsamad Pourseyedi |
| 22.–26. März      | Gesamtwertung Tour de Taiwan            | 2.1  | Mirsamad Pourseyedi |
| 14. Mai           | Iranische Meisterschaft – Straßenrennen | CN   | Behnam Maleki       |
| 17.–24. Mai       | Gesamtwertung Tour of Japan             | 2.1  | Mirsamad Pourseyedi |
| 1. Juni           | 5. Etappe Tour of Iran                  | 2.1  | Mirsamad Pourseyedi |
| 28. Mai – 2. Juni | Gesamtwertung Tour of Iran              | 2.1  | Mirsamad Pourseyedi |
| 5. Oktober        | 3. Etappe Tour de Singkarak             | 2.2  | Mehdi Sohrabi       |
| 6. Oktober        | 4. Etappe Tour de Singkarak             | 2.2  | Amir Kolahdozhagh   |
| 7. Oktober        | 5. Etappe Tour de Singkarak             | 2.2  | Behnam Maleki       |
| 10. Oktober       | 8. Etappe Tour de Singkarak             | 2.2  | Ahad Kazemi         |
| 15. November      | 2. Etappe Tour of Fuzhou                | 2.2  | Ahad Kazemi         |

## Abgänge – Zugänge
| Zugänge                   | Team 2014 | Abgänge        | Team 2015             |
| ------------------------- | --------- | -------------- | --------------------- |
| Sarai Ahad Kazemi         |           | Alireza Haghi  | Unbekannt             |
| Mohammad Pouresmail       |           | Vahid Ghaffari | Tabriz Shahrdari Team |
| Abolfazl Nazari Daghalian |           | Ramin Maleki   | Unbekannt             |
| Sahebali Najafi           |           | Farhad Najafi  | Unbekannt             |
|                           |           | Sajjad Sabouri | Pishgaman Giant Team  |

## Mannschaft
| Name                      | Geburtstag       | Nationalität |
| ------------------------- | ---------------- | ------------ |
| Sarai Ahad Kazemi         | 22. Mai 1975     | Iran         |
| Ali Khademi               | 1. Januar 1992   | Iran         |
| Behnam Khalilikhosroshahi | 7. Februar 1989  | Iran         |
| Karim Khorrami            | 4. Juni 1991     | Iran         |
| Amir Kolahdozhagh         | 7. Januar 1993   | Iran         |
| Behnam Maleki             | 2. Dezember 1992 | Iran         |
| Ghader Mizbani            | 6. Dezember 1975 | Iran         |
| Mirsamad Pourseyedi       | 15. Oktober 1985 | Iran         |
| Sahebali Najafi           | 25. Juni 1992    | Iran         |
| Abolfazl Nazari Daghalian | 4. Mai 1991      | Iran         |
| Mohammad Pouresmail       | 22. März 1992    | Iran         |
| Mirsamad Pourseyedi       | 15. Oktober 1985 | Iran         |
| Hamid Shiri               | 21. März 1982    | Iran         |
| Mehdi Sohrabi             | 12. Oktober 1981 | Iran         |